# Xabier Zandio
Xabier Zandio Echaide (ur. 17 marca 1977 w Pampelunie) – hiszpański kolarz szosowy, zawodnik profesjonalnej grupy UCI WorldTeams Team Sky.
Zandio wychował się w sportowej rodzinie - pierwszy brat jest piłkarzem, natomiast drugi gra w pelotę. W wieku 17 lat zdecydował się zostać zawodowym kolarzem. Profesjonalną karierę rozpoczął w 2001 roku w ekipie iBanesto.com.
Po ciężkiej kontuzji w 2004 roku wrócił do ścigania się rok później. W Tour de France zajął w klasyfikacji generalnej 22. miejsce. W 2006 roku walnie przyczynił się do, jak się później okazało po dyskwalifikacji Floyda Landisa, zwycięstwa Óscara Pereiro. Zwyciężył w Vuelta a Burgos w 2008 roku.
Obecnie mieszka w rodzinnej miejscowości Pampelunie.

## Najważniejsze zwycięstwa i sukcesy
2005
- 1. miejsce w Clásica a los Puertos de Guadarrama
- 2. miejsce na 16. etapie Tour de France
- 15. miejsce w Clásica de San Sebastián

2006
- 22. miejsce w Tour de France
- 3. miejsce na 3. etapie Vuelta Ciclista a la Rioja

2007
- 15. miejsce w Critérium du Dauphiné Libéré

2008
- 1. miejsce w Vuelta a Burgos